# 1963年世界乒乓球锦标赛
1963年世界乒乓球锦标赛是第二十七届世界乒乓球锦标赛，于1963年4月5日至14日在捷克斯洛伐克布拉格举行。这是布拉格第三次举办世界乒乓球锦标赛。

## 赛果

### 团体
| 项目                | 金牌                                              | 银牌                                                                                | 铜牌                                                                                     |
| 男子团体 斯韦思林杯 | 中國 · 李富荣 · 王家声 · 徐寅生 · 张燮林 · 莊則棟 | 日本 · 木村兴治 · 小中健 · 三木圭一 · 荻村伊智朗                                    | 西德 · Erich Arndt · Ernst Gomolla · Dieter Michalek · Eberhard Schöler · Elmar Stegmann |
| 男子团体 斯韦思林杯 | 中國 · 李富荣 · 王家声 · 徐寅生 · 张燮林 · 莊則棟 | 日本 · 木村兴治 · 小中健 · 三木圭一 · 荻村伊智朗                                    | 瑞典 · 汉斯·阿尔塞尔 · 斯特兰·本特松 · 卡尔-约翰·伯恩哈特 · 谢尔·约翰松                  |
| 女子团体 考比伦杯   | 日本 · 伊藤和子 · 松崎君代 · 关正子 · 山中教子    | 羅馬尼亞 · 玛丽亚·亚历山德鲁 · 埃拉·泽勒 · Maria Catrinel Folea · 杰奥尔杰塔·皮蒂卡 | 中國 · 梁丽珍 · 邱钟惠 · 孙梅英 · 王健                                                   |
| 女子团体 考比伦杯   | 日本 · 伊藤和子 · 松崎君代 · 关正子 · 山中教子    | 羅馬尼亞 · 玛丽亚·亚历山德鲁 · 埃拉·泽勒 · Maria Catrinel Folea · 杰奥尔杰塔·皮蒂卡 | 匈牙利 · 科齐安·埃娃 · Erzsebet Heirits · 卢考奇·沙罗尔陶 · Eva Poor                     |

### 单项
| 项目     | 金牌              | 银牌                | 铜牌                     |
| 男子单打 | 莊則棟            | 李富荣              | 张燮林                   |
| 男子单打 | 莊則棟            | 李富荣              | 王志良                   |
| 女子单打 | 松崎君代          | 玛丽亚·亚历山德鲁   | 埃拉·泽勒                |
| 女子单打 | 松崎君代          | 玛丽亚·亚历山德鲁   | 孙梅英                   |
| 男子双打 | 王志良 张燮林     | 徐寅生 莊則棟       | 李富荣 王家声            |
| 男子双打 | 王志良 张燮林     | 徐寅生 莊則棟       | 小中健 三木圭一          |
| 女子双打 | 松崎君代 关正子   | 黛安娜·罗 玛丽·香农 | 邱钟惠 王健              |
| 女子双打 | 松崎君代 关正子   | 黛安娜·罗 玛丽·香农 | 伊藤和子 山中教子        |
| 混合双打 | 木村兴治 伊藤和子 | 三木圭一 关正子     | 莊則棟 邱钟惠            |
| 混合双打 | 木村兴治 伊藤和子 | 三木圭一 关正子     | János Faházi 科齐安·埃娃 |